# زیردریایی اس-۹۹
زیردریایی اس-۹۹ (به انگلیسی: Soviet submarine S-99) یک زیردریایی بود که طول آن ۶۲٫۲ متر (۲۰۴ فوت ۱ اینچ) بود. این زیردریایی در سال ۱۹۵۲ ساخته شد.